# Don Quixote (musikalbum)
Don Quixote är det sjunde studioalbumet av Björn Afzelius, släppt 1988.

## Låtlista
Text och musik av Björn Afzelius om inget annat anges:
Sida ett
1. "Under Sions kalla stjärna" - 6:23
2. "Renée Chardier" - 3:40
3. "Don Quixote" (El Mayor) (Text: Björn Afzelius; musik: Silvio Rodríguez) - 5:05
4. "Måne över Corsica" (musik: trad. Italien) - 6:58

Sida två
1. "Bella Donna" - 6:00
2. "Bland bergen i Glencoe" - 4:20
3. "Drottningen av Vence" (Text: Björn Afzelius; musik: Mikael Wiehe) - 5:26
4. "Rebecca" - 5:35

## Musiker
- Björn Afzelius - sång, gitarr
- Åke Sundqvist - trummor, percussion, pukor
- Tomas Olsson - trummor
- Bernt Andersson - dragspel
- Billy Cross - gitarr
- Lars Krarup - gitarr
- Marius Müller - gitarr
- Olle Nyberg - keyboard, percussion
- Hannes Råstam - bas
- Triple & Touch - körsång
- Anders Hagberg - sopransaxofon, tvärflöjt, tenorsaxofon, bambuflöjt
- Karin Höglund - fiol
- Elisabet Enebjörn - fiol
- Ulf Åberg - viola
- Per-Gunnar Hedström - cello
- Frederik Adlers - synthprogrammering, percussion

## Listplaceringar
| Lista (1988-1989) | Topplacering |
| ----------------- | ------------ |
| Sverige           | 17           |

### Fotnoter
1. ↑  ”Don Quixote”. Discogs.com. http://www.discogs.com/Bj%C3%B6rn-Afzelius-Don-Quixote/release/2332157. Läst 13 januari 2013.
2. ↑  Placeringar på den svenska albumlistan